# 彭秀慧
彭秀慧（英語：Kearen Pang，1975年2月11日—）是香港集編、導、演、教於一身的跨媒體藝術工作者，從舞台劇演員，到監製一系列自編自導自演的劇場作品，彭秀慧為本地集創作、演出與製作觸覺兼備的舞台工作者，近年憑其獨立知性女生形象活躍於香港各媒體界別，2008年憑第二齣獨脚戲《再見不再見》獲得香港舞台劇獎最佳女主角（喜/鬧劇），2014年當選成為「香港十大傑出青年」。2017年在法國尼斯國際影展獲最佳導演（外語劇情片）。2018年憑首部執導電影《29+1》勇奪第三十七屆香港電影金像獎-新晉導演。第二部電影作品《阿媽有咗第二個》於2022年夏天上映，由彭秀慧編劇及導演，並由毛舜筠、姜濤、柳應廷領銜主演，以接近四千三百萬票房成績榮登2022年十大香港電影票房第3位，香港華語電影歷史票房榜第29位。

## 簡歷
彭秀慧曾就讀天神嘉諾撒學校以及嘉諾撒聖瑪利書院，畢業於香港演藝學院表演系，畢業後，加入了中英劇團成為全職演員，擔演多個戲劇演出，並兩度獲提名香港戲劇協會舞台劇獎最佳女主角獎。2003年離團後，她開始涉足不同藝術領域如劇場電影文字表演創作行政。除了演出外，開始監製舞台演出包括香港藝術節節目《再生緣》（彭浩翔導演，莫文蔚主演）及《尋找塊落音樂會》。亦為中英劇團音樂劇《雪夜頌》擔任編舞。
2004年獲香港戲劇協會獎學金到巴黎Studio Magenia （页面存档备份，存于）研習默劇及形體劇場。回港後和不同劇團合作參演多個舞台演出，全部擔當主要角色，包括中英劇團《事先張揚的求愛事件》飾演碧翠絲；詩人黑盒《公主復仇記》，飾演陳惠貞；牛棚邊緣劇場彭家榮作品《伽瑪葉‧前行動》；三角關係《二人餐》；劇場組合《廁客浮士德》飾演現代Margarita；風車草劇團的《我不好愛》，飾演Ann；與舞團不加鎖舞踊館合作，創作及演出舞蹈作品《甩色》；演出香港藝術節協會主辦的《聖荷西謀殺案》(三度公演並作海外巡迴在新加坡Esplanade – Theatres on the Bay （页面存档备份，存于）演出)，飾演Sammy。
除舞台演出外，2007年她分別導演音樂劇場《瘋女社》及劇場組合青年劇場PIPPOP《齊齊做世界》。2009年她獲邀與太古集團港島東合作，於旗下藝術場地Artistree發展劇場項目，監製、創作及導演年青人遊樂劇場《大城小我》。
她首個電影劇本作品為柏林國際電影節最佳电影音乐銀熊獎得獎電影，彭浩翔電影作品《伊莎貝拉》，並撰寫其電影小說。此外亦曾編寫香港電台青春劇《過渡青春》（其中五集），並得到2007 The Accolade Competition的 “Best of Show” 及 “Honorable Mention” 獎項。
亦表示心目中的智慧型女性是米歇爾·奧巴馬，因她擅於創造機會，演說也極具感染力，同時可以肩負起當媽媽、前第一夫人的職責。

## 個人劇場系列
2005年，彭秀慧創立Kearen Pang Production，致力推廣表演藝術，普及舞台文化及創作屬於香港的舞台演出，先後創作及製作八個劇場作品，累積了超過十二萬觀眾人次。
2005年首度發表自編自導自演作品《29+1》，演員一人分飾林若君和黃天樂兩個角色，描寫女生踏入三十歲心態；其後於2006年5月及8月載譽重演，2008年重新製作第四度及第五度公演，2010年六度公演，十六場再度爆滿。此劇並在2010年9月，獲北京著名劇場導演孟京輝的邀請，參加「2010北京國際青年戲劇節」，演出三場。2011年4月，7次方進軍香港演藝學院歌劇院，全新製作，十場全爆；6月應邀到澳門文化中心演出五場，再度全部爆滿；2013年帶八度公演，演藝學院歌劇院演出十二場，亦告爆滿。2018年3月，彭秀慧承接電影迴響在香港演藝學院歌劇院再度公演《29+1》bloom again，十三年來總累積104場，觀眾人數超越六萬人次，刷香港女生獨腳戲紀錄。2018年11月，於日本東京參加香港特別行政區政府駐東京經濟貿易辦事處舉辦的Hong Kong Week 上映《29+1》舞台劇映畫版（日語字幕）。

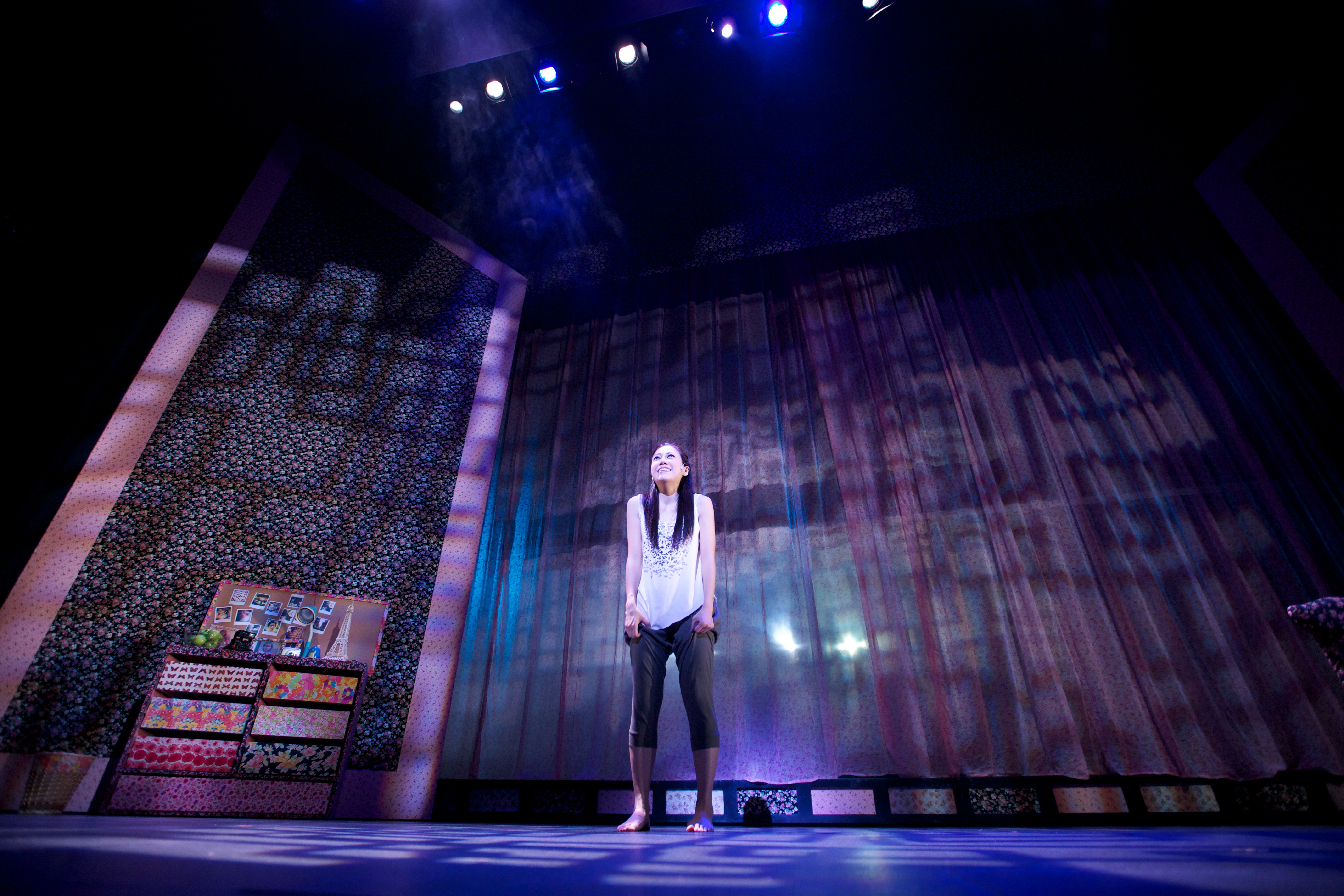
29+1 photo by Yankov Wong

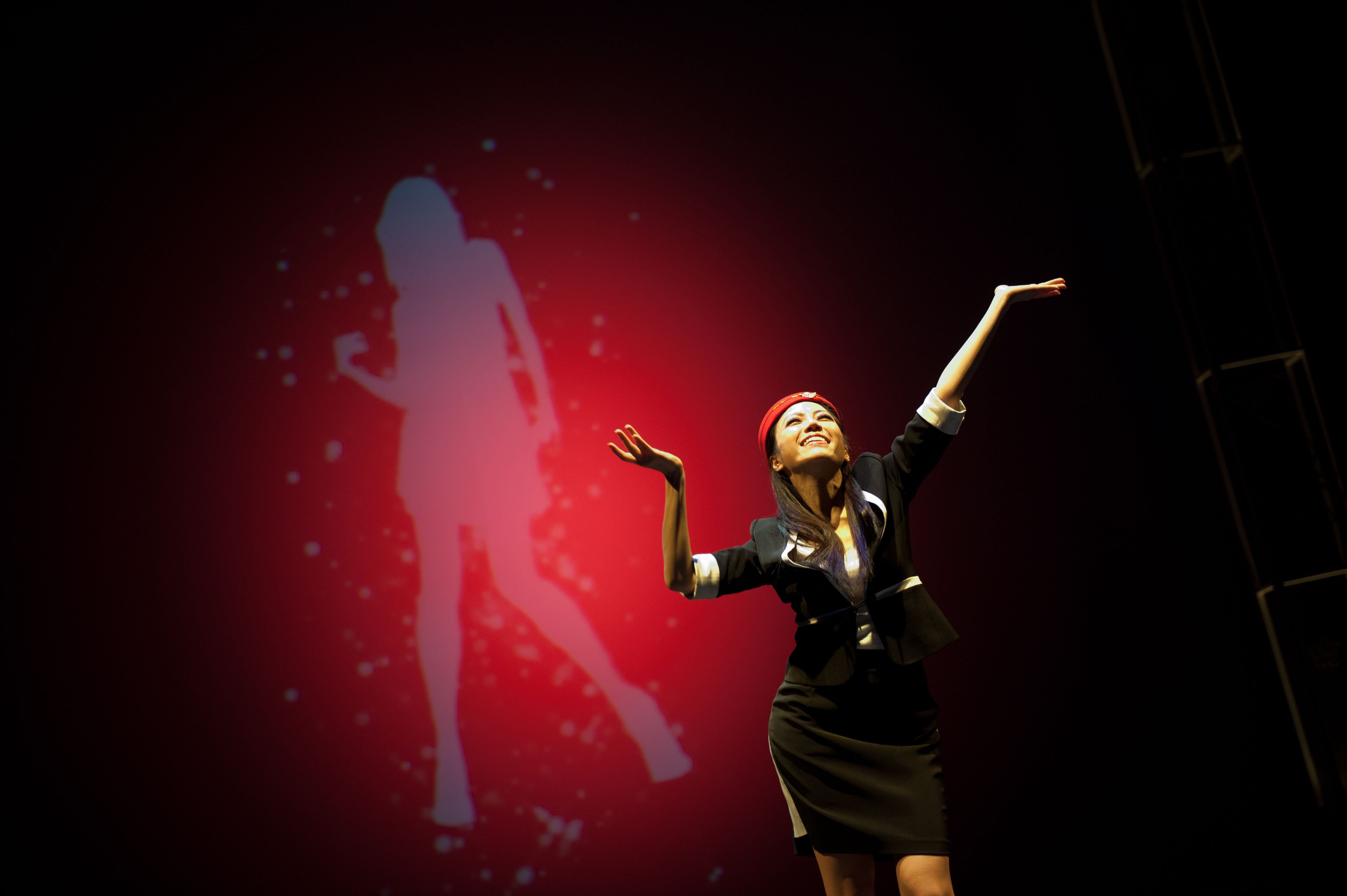
29+1 photo by Marco Yiu

2007年創作第二齣個人劇場作品《再見不再見》。兩次演出於壽臣劇院後，2009年移師香港演藝學院歌劇院歌劇院作三度公演。此劇場作品並同時出版創作集《再見不再見　看見‧故事》及劇場原聲大碟。彭秀慧並憑《再見不再見》獲香港戲劇協會舞台劇獎最佳女主角(喜/鬧劇)。
2008年與多元創作人茜利妹聯合創作《不眠優伶》，以女生角度道盡不眠城市人的大小心事，從不眠偷窺到失戀失眠，打造本地少有性感又感性的女生棟篤笑演出。
2009年第三齣個人劇場作品《月球下的人》，是一個關於夢想的故事。女主角李麗珊成長中縱然經歷了一次又一次的夢想落空，仍憑著勇氣要抬頭飛往月球。首演於香港演藝學院歌劇院，彭秀慧再度以細膩故事描寫配合豐富舞台視覺效果，贏得不少口碑；2011年重演，演出更被本地劇評形容為「一闋細水流年式的個人詩篇」。

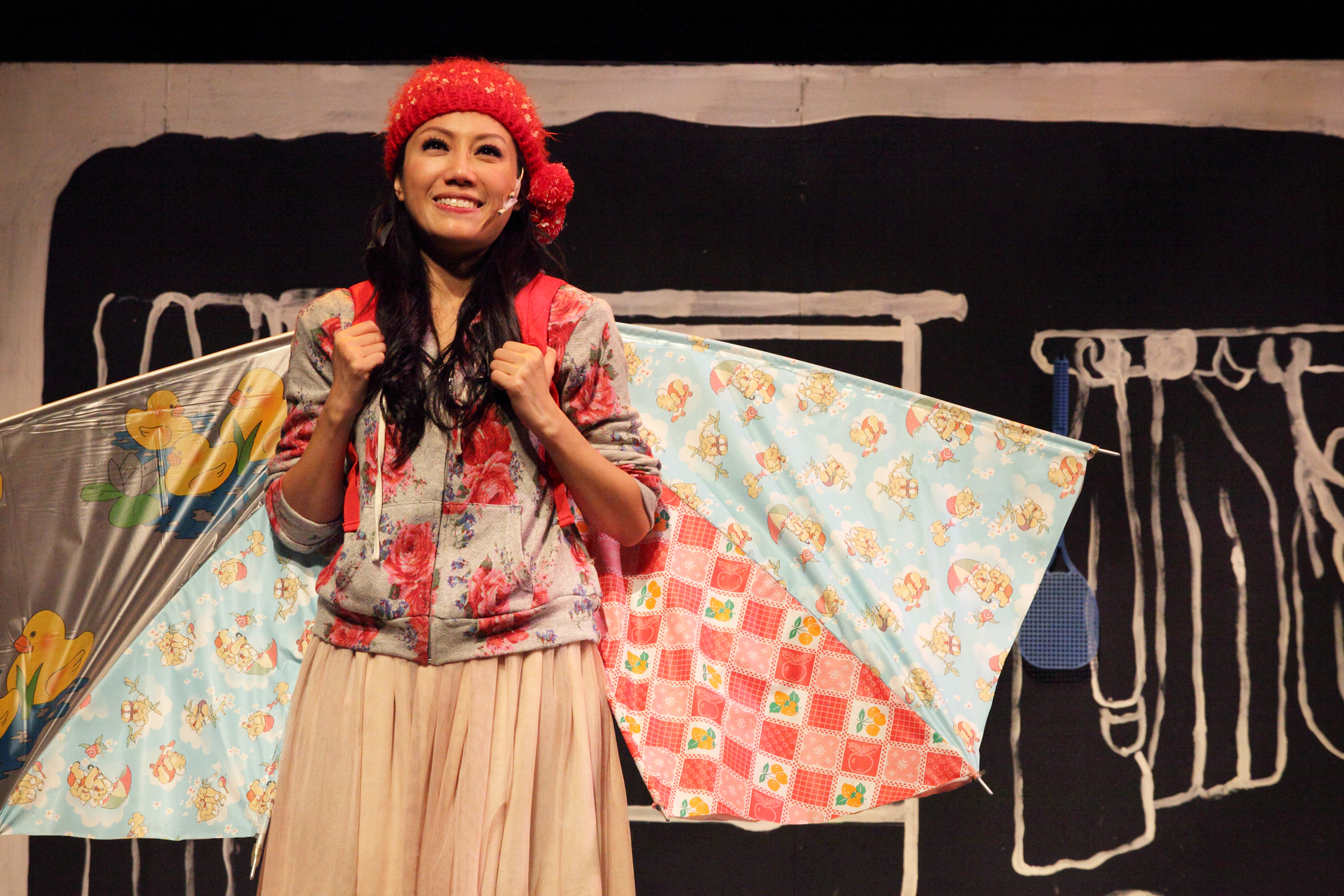
月球下的人 photo by Francesca L

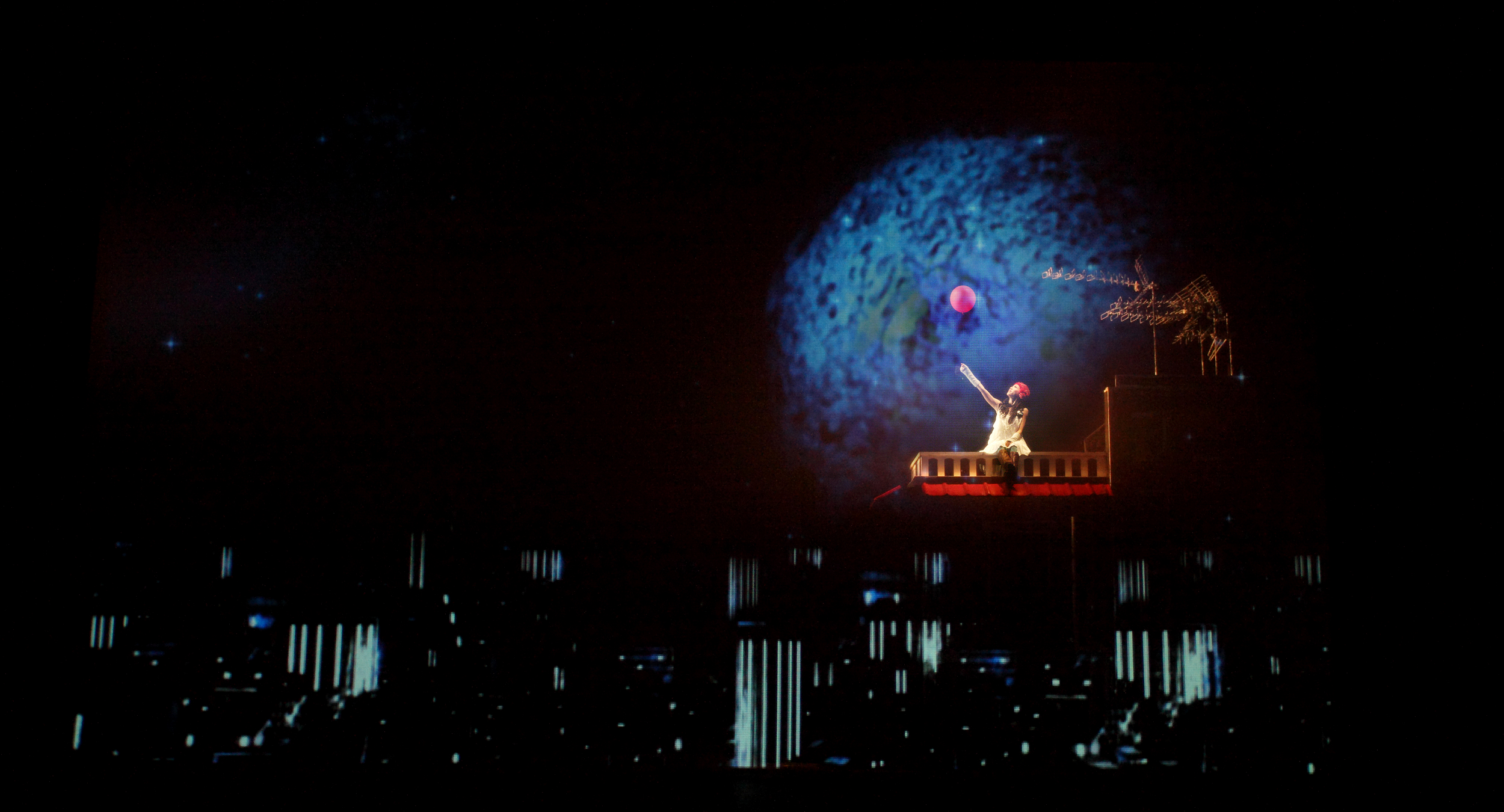
月球下的人 photo by Francesca L

2010年，KPP搬演美國翻譯喜劇《點解手牽狗》，由彭秀慧監製及飾演小狗Sylvia，聯同李鎮洲、劉雅麗，林澤群及盧智燊，並獲選為第二十屆香港戲劇協會舞台劇獎「十大最受歡迎製作」，並於2011年夏天重演。
2012年第四部個人劇場作品《Tiffany》，被台灣雜誌《Style Master》評述為一個活生生的『現代女子領略幸福實錄』。婚禮統籌師Tiffany從未憧憬擁有夢幻婚禮，只因成長和經歷讓她選擇相信自己多於任何人。故事由一場意外開始，原來生命本就充滿不是意外的意料之外。什麼是幸福？是緣分注定一切？還是決定扭轉命運？在一切終結之前，誰敢保證每個決定總是對的......她並邀得本地著名舞蹈家王榮祿先生參與演出，兩度公演。

## 其他工作
2013年夥拍林二汶攜手以Cabaret型式創作「對媽有話兒～林二汶一人棟篤唱Eman Sings All About Mothers」，擔任演出導演。
2017年，她與樂壇天后容祖兒首度合作，創作及導演 “My Secret Live”音樂會，於演藝學院歌劇院一連舉行17場，結合劇場脫口秀，舞台意象與流行音樂，為本地演唱會帶來全新感覺。2020年應邀成為 ViuTV 選秀節目《全民造星III》Team B 導師。
彭秀慧曾舉辦成人戲劇課程 － Acting n Living - 一個關於生活，關於心靈的課程。透過身體訓練，劇場遊戲和演技練習，讓學員將表演理論融入生活智慧，使學員認識劇場表演之餘，對自我有更深入的瞭解，對生活有更多觀察和感受，尋找每天的基本快樂。
2013年成立「KPP義工團」，成員全為其Acting n Living戲劇班學生，由她編寫及執導戲劇小品到老人中心義演，大受社工及長者們歡迎。她深信每一個人都有其獨特的力量去令人生和所屬城市變得更美好，一切源自愛。
此外，彭氏亦有撰寫專欄，文字專欄曾見於U Magazine、《星島日報》、《蘋果日報》及《明周》等。亦分別為廣告、音樂會及網上微電影擔任創作總監和導演；微電影作品包括編寫《A Loser’s Story》，編寫及導演《擁抱‧愛》。同時開設藝人專業演技課程，為已入行的演員提供正統戲劇訓練。

## 獎項
- 2008年憑個人劇場作品《再見不再見》獲香港舞台劇獎最佳女主角(喜/鬧劇)。
- 2009年彭秀慧被網站CNNGO.COM評選為「The Hong Kong Hot List: 20 People To Watch」(「香港名人錄：20位矚目的名人」)之一，讚揚「她的劇本充滿戲劇性而且有著神秘的感性，能滲透觀眾的心中。」[5]。
- 2011年她在民意投選下剛獲香港電台及香港戲劇協會聯合頒發香港舞台劇「20年來最入心女演員獎」[6]。
- 2012年獲城市女青年商會頒發「全港時尚專業女性」[7]。
- 2013年獲Marie Claire雜誌頒發“Inspiring Woman Award”，Roadshow 頒發「一路最愛文化藝術大獎」。
- 2014年當選成為「香港十大傑出青年」。
- 2017年憑電影《29+1》在法國尼斯國際影展獲得最佳導演（外語劇情片）。
- 2018年憑首部執導電影《29+1》勇奪香港電影導演會「新晉導演」，及第三十七屆香港電影金像獎-新晉導演。

## 獨腳戲作品
- 《29+1》
- 《再見不再見》
- 《月球下的人》
- 《Tiffany》
- 失憶諒解備忘鹿

## 電影作品
- 《29+1》（2017）（編劇及導演）
- 《阿媽有咗第二個》（2022）（編劇及導演）

## 演唱會作品
- 區新明《 (Joey Ou) 「單挑」個人音樂會》 （2012） （創作總監）
- 林二汶《 對媽有話兒～林二汶一人棟篤唱 》（2013） (創作及導演）
- 容祖兒《My Secret Live 》（2017）(創作及導演）
- 容祖兒《My Secret Live Another Side》（2023）(創作及導演）

## 電視劇

### ViuTV
- 2022年：《IT狗》 飾 Cathy Ho
- 2025年：《哪一天我們會紅》 飾 貓異工

### 香港電台
- 2009年：《現代結婚進行曲》(演員/編劇)
- 2015年：《獅子山下：一場飯局》飾演 Eva（李家傑太太）
- 2016年：《我的家庭醫生II （页面存档备份，存于） 》飾演 Miss Hong（阿維太太）
- 2018年：《歲月不忘情》
- 2020年：《沒有牆的世界VII - 閃亮舞台 （页面存档备份，存于） 》飾演 Katherine（招炯曙女友）

## 電影
- 1994年《我和春天有個約會》飾演 飛飛（雙燕姊妹花）
- 1998年《追兇二十年》飾演 黃太
- 2000年《創業玩家》飾演 待應
- 2001年《買兇拍人》飾演 私家看護(收錄在DVD周年版)
- 2007年《破事兒》飾演 充值卡女郎(聲音演出)
- 2012年《低俗喜劇》飾演 茶水
- 2019年《獅子山上》飾演 十大傑青
- 2022年《深宵閃避球》飾演 魯淑芬
- 2024年《談判專家》飾演 張綺蓮

## 音樂微電影（MV)
- 2012年 容祖兒《不好意思我愛你 （页面存档备份，存于） 》－ 演員
- 2018年 容祖兒《鏡子說 （页面存档备份，存于）》 ("29+1"舞台劇主題曲) － 演員
- 2019年 容祖兒《悲觀生物學 （页面存档备份，存于）》 － 導演
- 2021年 鄭欣宜《先哭為敬 （页面存档备份，存于）》 – 導演
- 2021年 呂爵安《小諧星 （页面存档备份，存于）》– 演員
- 2022年 鄭欣宜《我地 （页面存档备份，存于） 》 – 導演
- 2023年 許廷鏗《一場同學 （页面存档备份，存于） 》 – 導演

## 電視節目
- 2012年《不一樣的新加坡》主持
- 2020年《自煮女人最漂亮》主持
- 2020年《全民造星III》導師

## 出版作品
- 《伊莎貝拉》電影小說 (2006)，博益集團。
- 《再見不再見 看見‧故事》 (2007)，Cup Magazine Publishing Limited，ISBN 978-988-17007-5-9
- 《29+1過後，我們重新做女人》 (2014)，亮光文化。

## 獎項紀錄

### 香港電影金像獎
| 年份   | 頒獎典禮             | 獎項     | 影片 | 結果 |
| 2018年 | 第37屆香港電影金像獎 | 最佳導演 | 29+1 | 提名 |
| 2018年 | 第37屆香港電影金像獎 | 最佳編劇 | 29+1 | 提名 |
| 2018年 | 第37屆香港電影金像獎 | 新晉導演 | 29+1 | 獲獎 |

### AEG 娛樂人氣王
| 年份   | 頒獎典禮           | 獎項             | 影片           | 結果 |
| 2022年 | AEG 娛樂人氣王2022 | 最佳導演（電影） | 阿媽有咗第二個 | 獲獎 |

## 資料來源
1. ↑   (PDF). The Accolade Competition. July 2007. （原始内容 (PDF)存档于2012-04-25）.
2. ↑  .   [2018-08-30]. （原始内容存档于2020-04-26）.
3. ↑  . 香港戲劇協會. 2008. （原始内容存档于2010-10-20）.
4. ↑  . 香港戲劇協會. 2011年. （原始内容存档于2012-01-14）.
5. ↑  . CNNGo.com. 5 November 2009. （原始内容存档于2009年12月12日）.
6. ↑  . 香港電台. 2011. （原始内容存档于2014-02-22）.
7. ↑  . C2司儀MC團. 2012. （原始内容存档于2021-03-23）.

## 外部連結
- 彭秀慧的Instagram帳戶
- 彭秀慧的Facebook專頁
- YouTube上的彭秀慧頻道
- 彭秀慧的新浪微博
- 彭秀慧在互联网电影资料库（IMDb）上的資料（英文）（英文）
- 在AllMovie上彭秀慧的頁面（英文）
- 彭秀慧在香港影庫上的簡介
- 彭秀慧在豆瓣上的资料（简体中文）